# Nécropole nationale de Rougemont
La nécropole nationale de Rougemont est un cimetière militaire et mémorial français situé dans la ville de Rougemont, Doubs, érigé entre 1951 et 1958 pour commémorer les soldats morts pendant la Seconde Guerre mondiale. 

## Histoire du site
Le Maréchal de Lattre de Tassigny, installé dans le château de Bournel, fait construire le cimetière dans la ville de Rougemont, afin de faciliter l'entretien des sépultures, assuré par l'État Français.
Le site recueille 2 169 tombes dont 1 251 soldats musulmans et 152 portant la mention « inconnu ».
Les sépultures sont de couleur blanche, dû au calcaire utilisé pour leur fabrication et sont en forme de croix ou de style mauresque.  
Les résistants Jean Robert, Maurice Droz et le général Brosset sont inhumés dans cette nécropole,.  

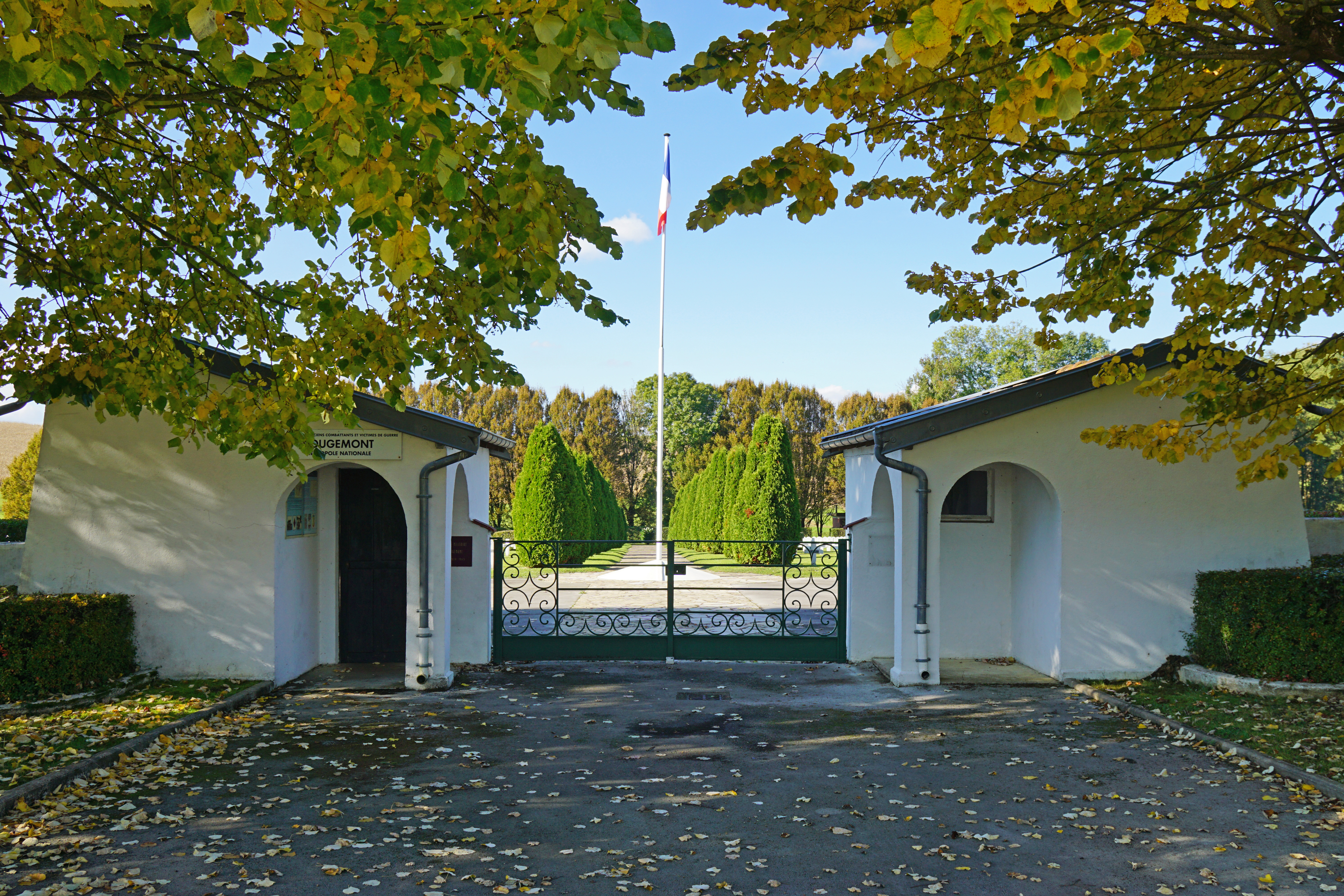
Le portail d'entrée.
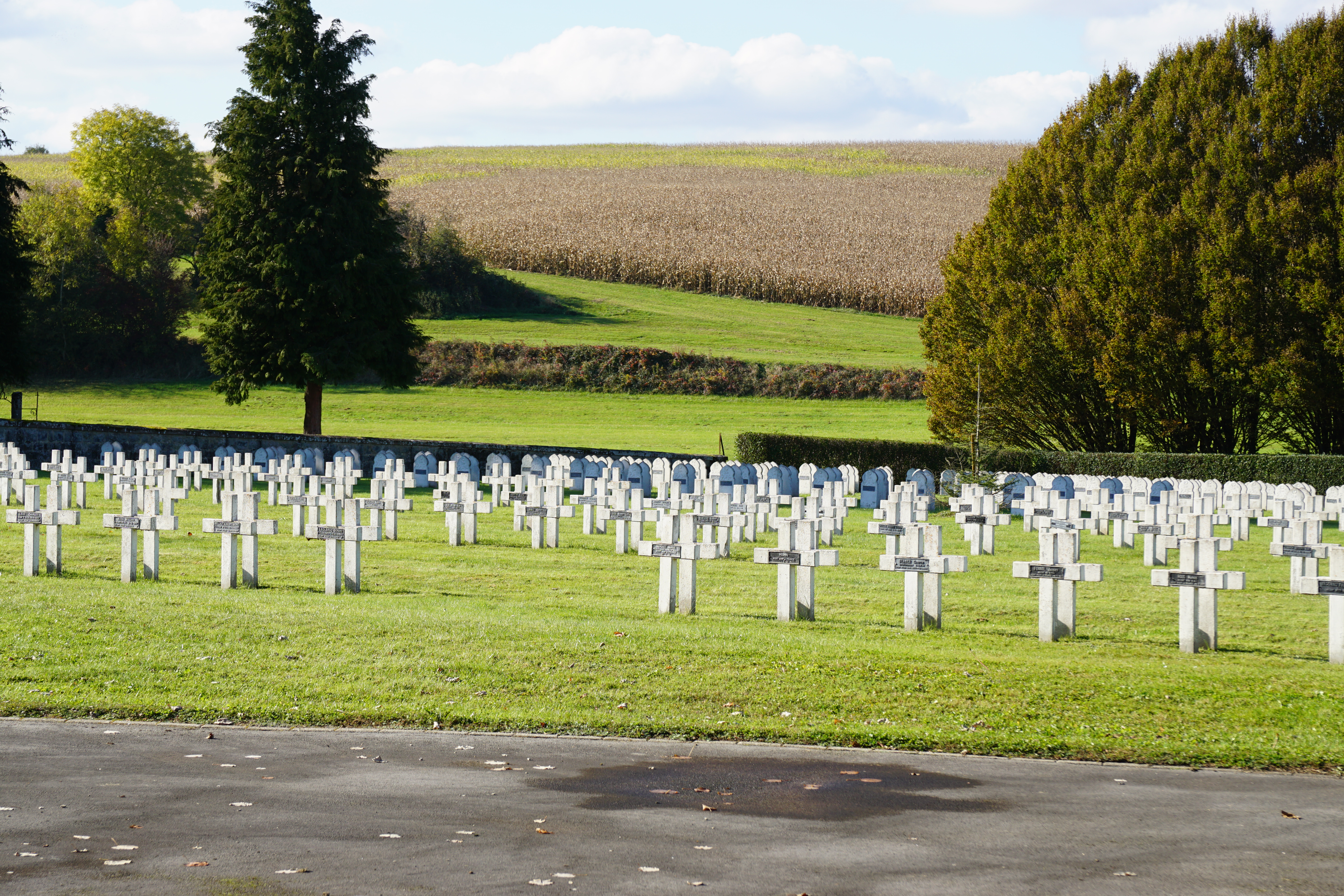
Ensemble de tombes.
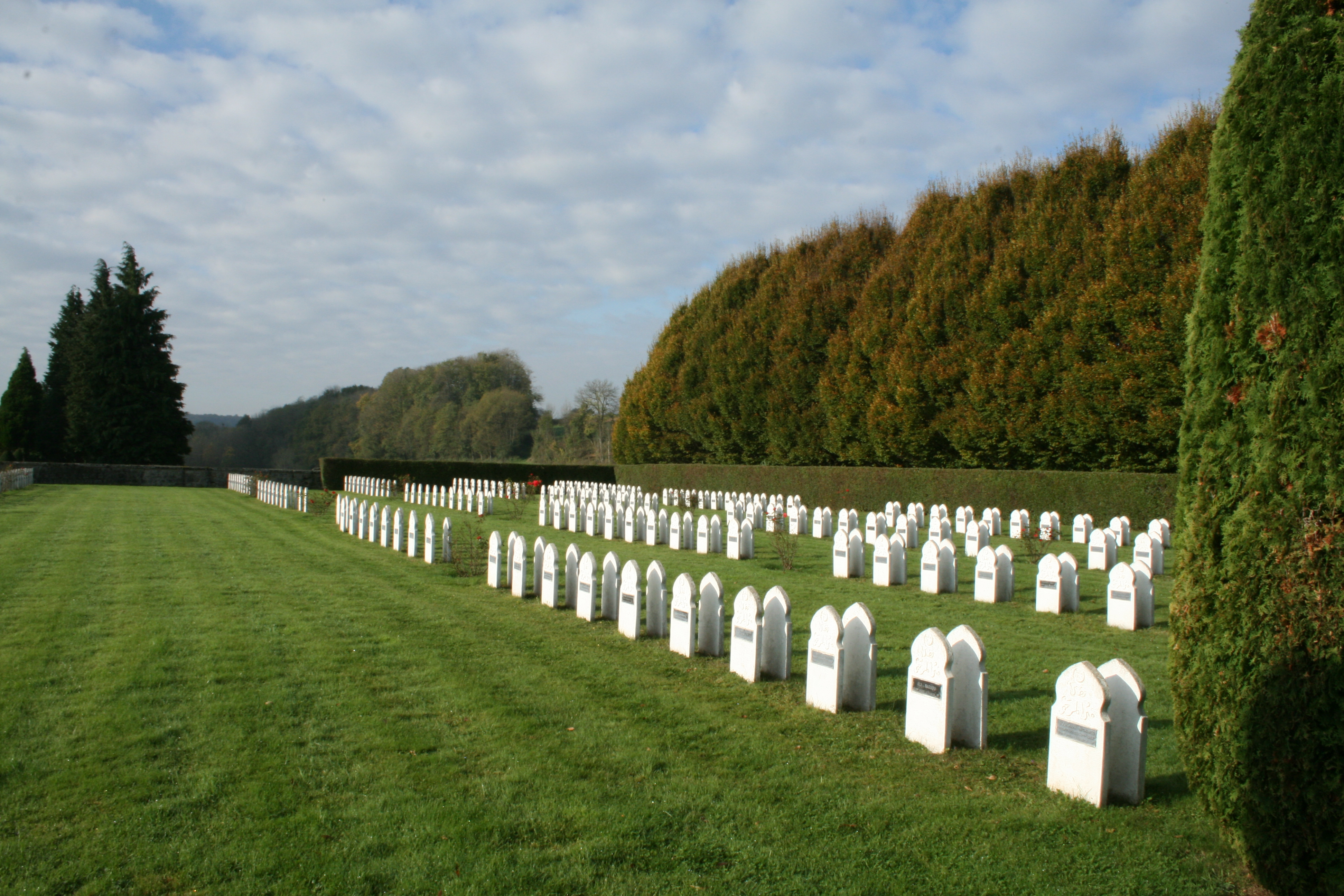
Tombes musulmanes.